# Cornellà de Llobregat
Cornellà de Llobregat és un municipi de la comarca del Baix Llobregat situat al marge esquerre del riu Llobregat. El terme municipal limita amb els de Sant Boi de Llobregat i el Prat de Llobregat al sud, l'Hospitalet de Llobregat a l'est, Sant Joan Despí a l'oest i Esplugues de Llobregat al nord.

## Geografia
- Llista de topònims de Cornellà de Llobregat: muntanyes, serres, collades, indrets, rius, fonts, edificis.

## Història
Cornellà de Llobregat té una història definida per tres factors principals: la proximitat de la ciutat de Barcelona, el fet de ser un territori de pas —com tota la comarca del Baix Llobregat— de les vies d'entrada i sortida de la capital de Catalunya, i el riu Llobregat. El nom fa referència a un origen romà (Cornelianum). D'aquesta època queden vestigis a la zona del barri Centre entre l'església parroquial de Santa Maria i el Castell.
També hi ha restes visigòtiques. La primera referència escrita data del 980. Ja existia una església, i una torre de defensa contra els sarraïns, al mateix lloc que l'actual castell construït el segle xiv. La ciutat fou incorporada al territori de Barcelona al segle xiii i, per poc temps, va pertànyer a les Franqueses del Llobregat. Cornellà era una important zona agrícola, dominada pels masos fins al segle xviii.
Les columnes que presideixen l'accés a l'edifici de l'Ajuntament, veritables joies de l'art preromànic català, van ser trobades en una reforma de l'any 1928.
L'any 1716 la ciutat se separà de Barcelona pel Decret de Nova Planta, i va passar a formar part de la comarca del Baix Llobregat. Un segle més tard i acabada la Guerra del Francès, que el 1811 per causa dels saqueigs de les tropes franceses i d'una gravíssima sequera es conegué a Cornellà com l'«Any de la fam», el 1819 tingué lloc un canvi cabdal al municipi: s'inaugurà el Canal de la Infanta. Allò permet un desenvolupament molt significatiu del regadiu i un apogeu del procés d'industrialització. El ferrocarril hi arribà el 30 de setembre de 1855, per la línia des de Barcelona fins a Molins de Rei i que, poc després, fou complementat amb un servei de tartanes que feia el recorregut des de Cornellà fins Sant Boi a través del Revolt Negre. Aquest sistema de transport perdurà fins a la inauguració el 29 de desembre de 1912 del tram de la línia Llobregat-Anoia que creuà la vila per la zona baixa: el conegut com a Carrilet Durant tot un segle, el sector tèxtil va ser la base econòmica del municipi, i alhora, amb les dues línies de ferrocarril, varen creixen els nuclis de població separats del Centre (barris de Riera, Almeda, Pedró, la Gavarra). L'any 1910 l'empresa Siemens AG es va establir a Cornellà.
A partir de 1950, arriben molts nous habitants i segueix una industrialització i urbanització sovint força desordenades. Es construeix el barri de Sant Ildefons als anys 60 i Fontsanta el 1974). S'arriba a 100.000 habitants el 1979. Aquest creixement ha fet confluir a Cornellà de Llobregat persones de diverses procedències, que han aportat la seva personalitat, la seva cultura i la seva història a la pròpia de la ciutat. El moviment associatiu i les festes que s'hi celebren fan patent aquesta riquesa de continguts culturals.
En els darrers vint-i-cinc anys, l'Ajuntament democràtic ha actuat per a recuperar i millorar a poc a poc en molts aspectes. S'ha racionalitzat l'expansió urbanística i s'han fet arribar els serveis i equipaments a tota la població. Han nascut tres grans zones verdes, els parcs de Can Mercader, de la Infanta i de la Ribera (ara desaparegut amb la construcció de l'estadi del RCD Espanyol). Avui el teixit econòmic de Cornellà està molt més equilibrat, acull nombroses empreses de logística i també de vinculades a la nova economia.

### Patrimoni històric

#### Columnes preromàniques (seglex)
Les columnes que presideixen l'accés a l'edifici de l'Ajuntament, veritables joies de l'art preromànic català, van ser trobades en una reforma de l'any 1928. Tot indica que en el lloc on actualment està l'edifici consistorial des del segle v hi havia una primitiva església parroquial que va ser engrandit al segle x, per adequar-la a l'augmentació de la població. En aquest moment s'afegiren les dues columnes que eren el suport de l'arc principal de l'església. Els estudiosos de la història de l'art destaquen la similitud dels capitells amb altres monuments catalans de la mateixa època (potser eren artistes de la mateixa escola) i la influència de l'art del Califat de Còrdova.

#### El Castell de Cornellà (seglexi-xvii)

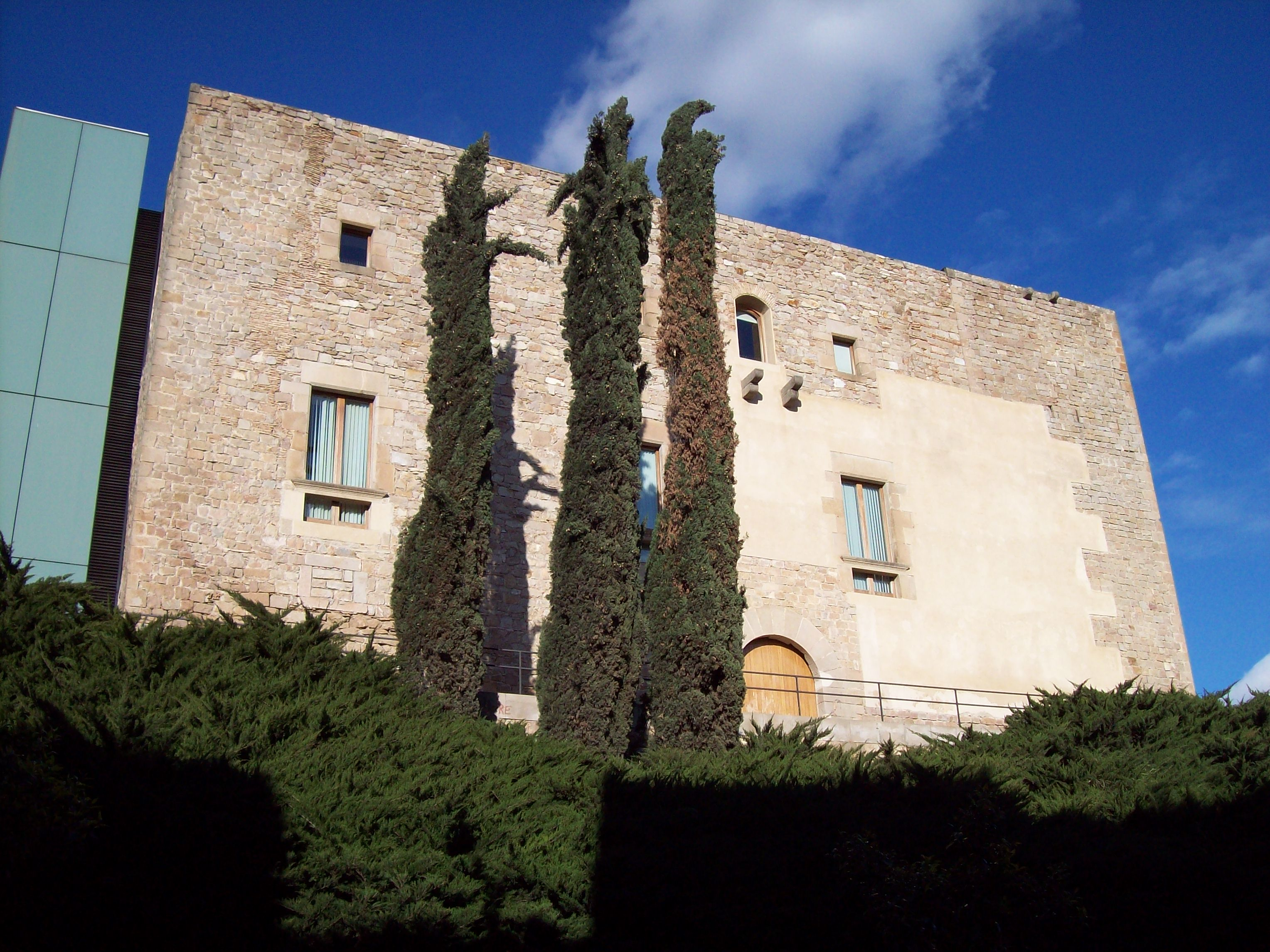
Castell de Cornellà

El document més antic que fa referència al Castell de Cornellà és de l'any 1204, possiblement servia com a torre de defensa com moltes altres que flanquejaven el Llobregat. Quan va perdre la funció militar, es va convertir en centre d'una gran propietat agrícola, i bona part de la configuració actual correspon a reformes del segle xvii sobre la base del període gòtic. Va continuar tenint usos agrícoles fins ben entrat el segle xx. El 1992 l'ajuntament va comprar el recinte i l'any 2000 es va rehabilitar i acull actualment l'arxiu, una sala d'exposicions i diversos serveis municipals.

#### Can Manso (seglexvi-xviii)
Masia situada a la carretera del Mig, molt a prop del creuament amb la carretera vella del Prat, zona d'Almeda i llindant amb el terme municipal de l'Hospitalet. Aquesta masia, datada a la darreria del segle xv, és la de més relleu de Cornellà donades les dimensions, majestuoses, i la configuració del cos central enorme. Als laterals s'aixequen dos cossos més baixos i altres dos que formen les solanes, deixant una configuració de planta basilical de cinc naus. Els seus propietaris van ser la família Femades, llinatge de pagesos, i posteriorment va ser adquirida per la família barcelonina dels Sabater, que hi va fer importants reformes. L'escut d'armes de la façana recorda que a principi del segle xix fou propietat del general Josep Manso i Solà, heroi de la Guerra del Francès, que passava llargues temporades a Cornellà. El 2003 l'ajuntament va encetar una campanya de restauració, dirigida per l'arquitecte J.A. Marín Sànchez.

#### Can Serra (seglexvi-xviii)[12]
Antigament Can Femades. Masia que es troba a la carretera de l'Hospitalet, al final del terme municipal. L'edifici, d'aspecte senyorial amb planta quadrada i cobert a quatre aigües, data dels anys 1763-69 segons les inscripcions que hi ha a l'interior. Des que Antoni Serra i Fiter, pintor i ceramista, i la seva família s'hi van instal·lar és coneguda com a Can Serra.

#### Can Vallhonrat (seglexvii-xx)
Situada a la plaça de Francesc Macià, davant l'ajuntament i l'església. Al segle xvii el propietari del Castell edifica Can Vallhonrat per a residència familiar. L'edifici, de planta quadrada i cobert a quatre aigües, posa de manifest l'ús residencial amb la vistosa estructura de la façana i els acabats de l'interior. Les reformes i consolidació de l'edifici el 1986, amb la modificació de les golfes, va suposar la seva destinació com a edifici administratiu de l'ajuntament.

#### Rectoria de Santa Maria (seglexvii-xx)
Al passatge Mossèn Jaume Rafanell, darrere l'església de Santa Maria trobem "La Rectoria", que neix com a masia i ja se la coneix al segle xvi. Al llarg del segle xvii es fan obres i s'hi instal·la la rectoria. L'edifici actual és fruit dels afegits i no té una tipologia definida.

#### Can Trabal (seglexvii-xviii)
En la carretera d'Esplugues en direcció a Sant Boi, tot just davant del nou centre comercial. Aquesta masia, abans coneguda com a "Can Pato", apareix documentada al segle xiv encara que amb el nom de Mas Puig. La part posterior, més baixa, és la més antiga. Al segle xviii s'hi afegí la part davantera amb un cos format per dues plantes, amb golfes a la part central, més elevada respecte als laterals. Els seus propietaris van ser la família Amat, llinatge de pagesos cornellanencs, posseïdors de les terres fins al límit amb el terme de Sant Joan Despí.

#### Can Maragall (seglexvii-xviii)
Masia situada entre la carretera d'Esplugues i el carrer del General Prim, en el centre del nucli urbà. És una de les més antigues, hi ha documentació que parla d'un primer edifici construït el 1330, i la seva figura actual respon al caràcter senyorial de les edificacions residencials del segle xviii. L'edifici, cobert a dues aigües i sense golfes ni graners, té un cos central de dues plantes-pis i baixos al qual posteriorment se li afegiren dos cossos laterals porticats. El nom actual es deu al fet que la família del gran poeta Joan Maragall en va ser la propietària.

#### Can Tirel (seglexvii-xviii)
Situada al costat de la via de la Renfe, en el barri Fatjó, entre el camí de la Destraleta i el ferrocarril.Possiblement era una masoveria que depenia de Can Corbs, avui desapareguda.

#### Can Rissuenyo (seglexvii-xviii)
Al carrer dels Pins o Pius XII cantonada amb el carrer Lasarte. Els seus orígens són del segle xviii, amb una façana amb estucs color ocre quasi desapareguts, obertures ovals en les golfes, ceràmica en el marc del cos central i les balustrades, detalls que donen un caràcter senyorial i culte a l'edificació.

#### Palau Can Mercader(seglexix)
Situat al parc del mateix nom, a la carretera de l'Hospitalet, davant del barri d'Almeda. Després d'entroncar l'antiga família Mercader amb la dels comtes de Bell-lloc, Joaquim de Mercader i Bell-lloc, va fer construir l'any 1865 aquest palau on hi havia l'antiga masia de Can Mercader. La construcció, de planta quadrangular amb torres octogonals als quatre costats, té l'aire dels palaus de l'època del romanticisme. La planta noble està formada per un conjunt de sales decorades amb estils molt diferenciats, però totes amb una recarregada sumptuositat. Les seves col·leccions de pintures, ceràmiques, armes, porcellanes, aus dissecades, mobles, etc. atorguen a aquest edifici una importància especial. Tot aquest llegat patrimonial prové dels comtes de Bell-lloc. Des del 1995, després de sis fases de restauració, és museu públic de la ciutat. A més, a les seves sales, se celebren matrimonis civils.

#### Torre de la Miranda(seglexix)
Situada a l'avinguda Salvador Allende, al barri de Sant Ildefons. D'estil neo-mudèjar i planta hexagonal, la va fer construir el noble Arnau de Mercader a finals del segle xix com a mirador sobre la plana del Llobregat i per poder estudiar els aus.

#### Estació de laRENFE(seglexix)
Edifici construït arran de la inauguració, l'any 1855, de la línia de ferrocarril Barcelona-Molins de Rei, perllongada dos anys després fins a Martorell.

#### Can Gaya (seglexix)
Can Gaya (carrer Rubió i Ors, 65) és un edifici senyorial construït el 1860, originàriament propietat de la família Mas, la qual posseïa també la fàbrica situada just a l'altre costat del carrer i de la qual es conserva encara la façana.

#### Casa Camprubí (1927)
Als afores de la ciutat, a la carretera de sant Joan Despí, podem contemplar l'edifici més emblemàtic del modernisme a Cornellà. La casa Camprubí, obra del conegut arquitecte Josep Maria Jujol, va ser construïda l'any 1927 per encàrrec de Cebrià Camprubí i Nadal.

#### Familiar Cinema Titan (1926)
Al carrer Rubió i Ors cantonada amb Verge de Montserrat trobem l'edifici, actualment convertit en biblioteca pública, que va ser construït el 1926 segons el projecte de l'arquitecte municipal Marín Espinosa. La torre circular (pinacle), de vint metres d'alçada, mostra una clara vinculació al Noucentisme.

#### La fàbrica Fontanals i Suris (1897 - 1913)
Al costat de la carretera de Sant Joan Despí. La fàbrica Fontanals i Suris, una de les més importants del sector tèxtil local, va ser construïda l'any 1897 (amb el nom de Sala y Cía.), recollint l'empremta estètica del primer modernisme, a base de maó vist, ferro i vidre. La fàbrica va deixar de funcionar als anys seixanta. Actualment, i després d'una important reforma finalitzada l'any 2007, acull el Citilab Cornellà.

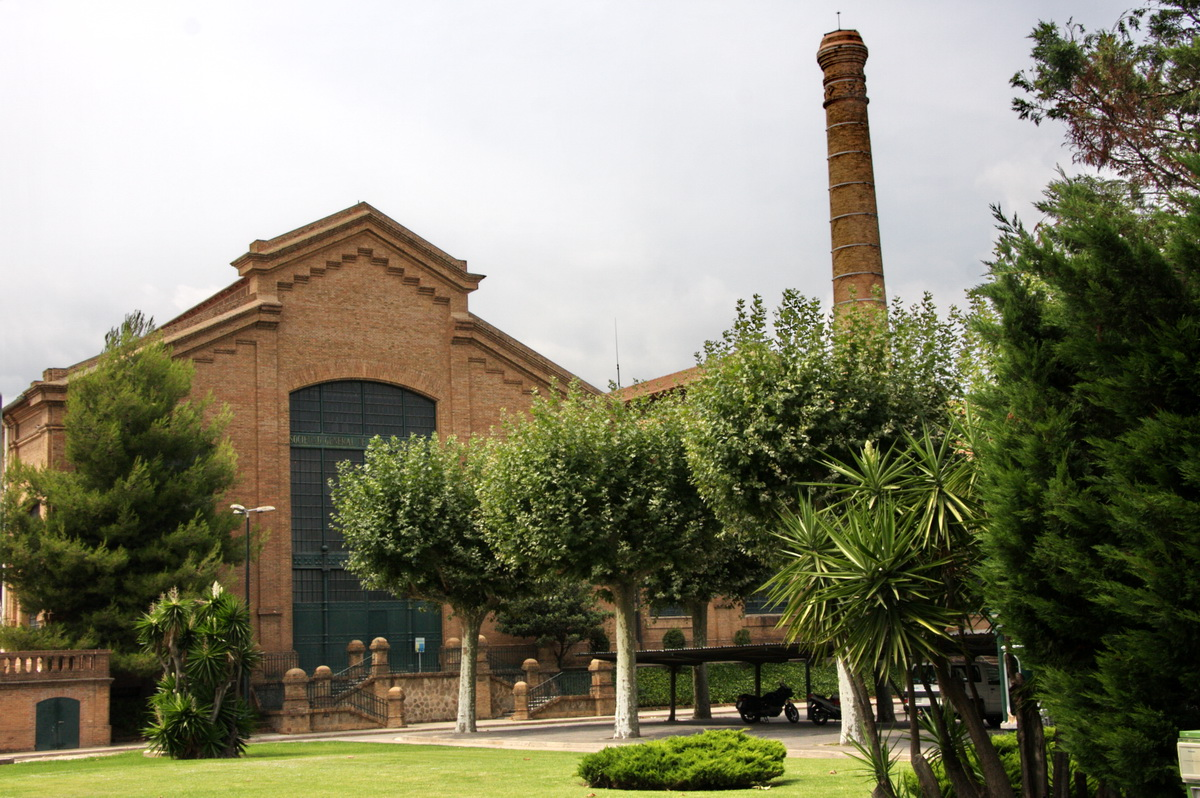
Central de Bombeig d'Aigües

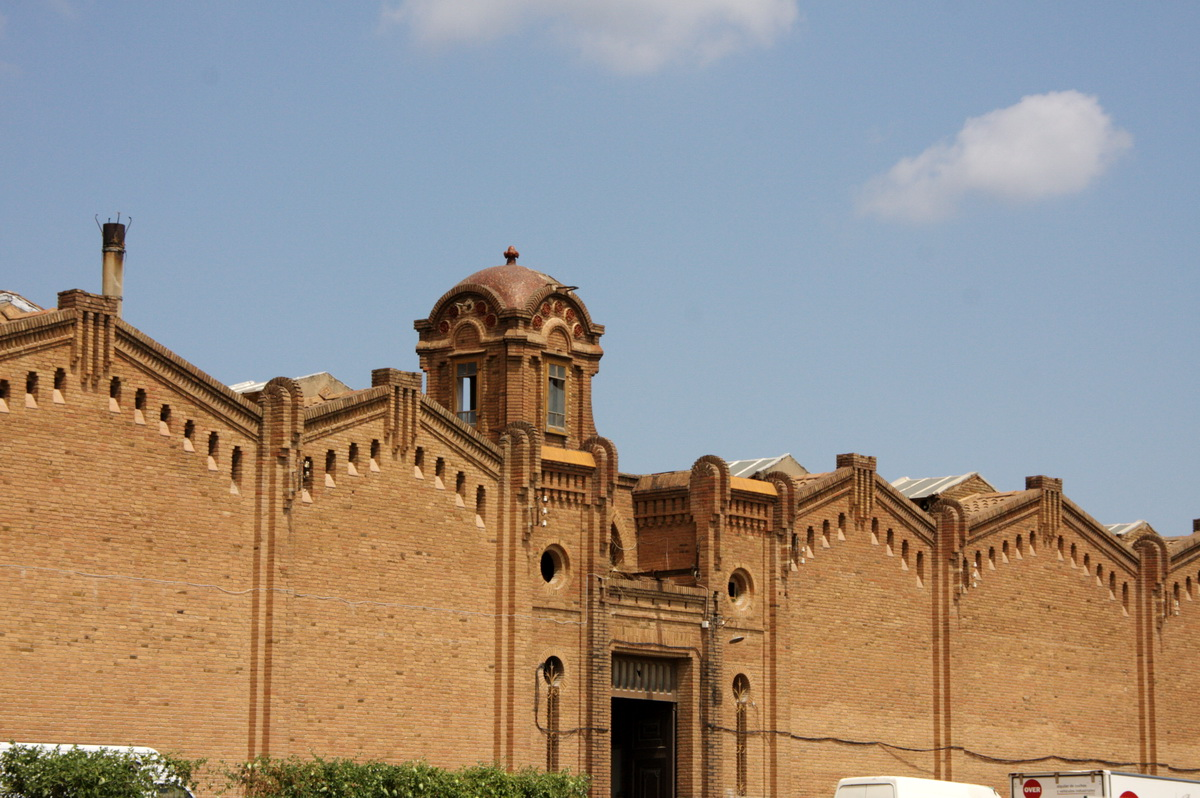
Fàbrica Bagaria

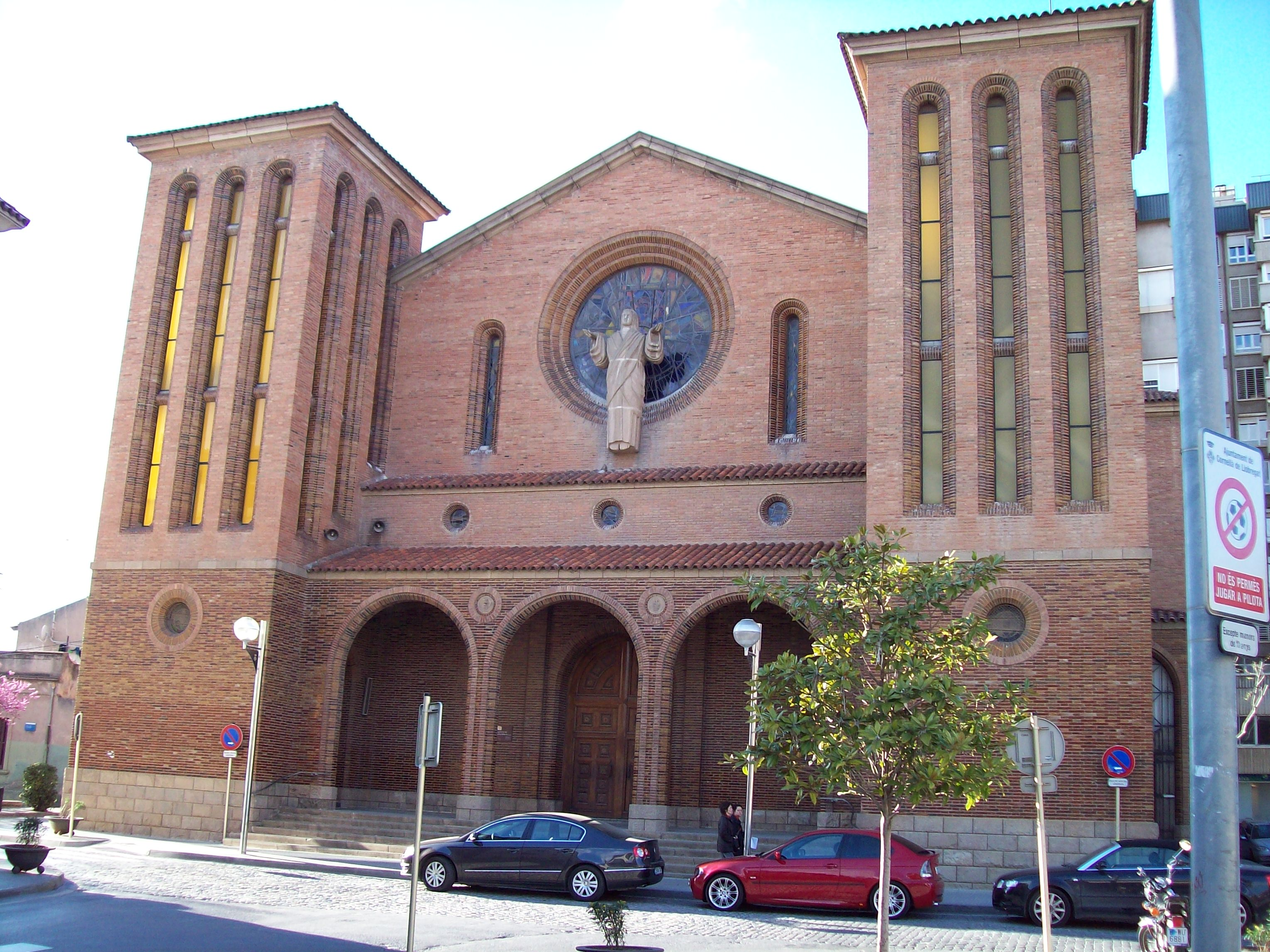
Santa Maria de Cornellà

#### Central de Bombeig d'Aigües de Barcelona(1903 - 1907)
Aquestes instal·lacions, de l'any 1907 i situades als Quatre Camins, són obra de l'arquitecte Josep Amargós i Samaranch. Comprenen l'edifici pròpiament dit, la xemeneia de 35 metres d'alçada i els pous d'extracció d'aigua situats dins d'un extens parc que constitueix l'element integrador de les instal·lacions. L'edifici, construït en maó vist i segons els cànons modernistes, consta de tres naus completament lliures. Dins la sala principal es conserven, en perfecte estat, els primers models de les màquines de vapor que impulsaven l'aigua per al subministrament de Barcelona.

#### La fàbrica Bagaria (1850 - 1920)
La fàbrica Bagaria a la carretera d'Esplugues, era una fàbrica tèxtil construïda per l'arquitecte Modest Feu i Estrada l'any 1920. És molt interessant, dins de l'arquitectura industrial de la Catalunya modernista, el conjunt format per la torre-habitatge amb un acurat treball de maó vist.

#### La fàbrica i la colònia Rosés (1850 - 1920)
Situada al sector Millars, a ambdós costats de l'Avinguda dels Alps. El conjunt residencial va ser promogut per la societat tèxtil Rosés el 1851, al costat de l'antic Canal de la Infanta. Els habitatges, disposats en filera, tenen planta baixa, pis i petits patis. Són un exemple únic a Cornellà de les colònies obreres del segle xix.

#### Església de Santa Maria(1940)
L'antiga església de Cornellà va ser destruïda en part en la guerra civil espanyola i va ser dinamitada el 1939 per construir-hi la nova. El 1940 se'n va col·locava la primera pedra i fou beneïda el maig de 1948, tot i que el campanar no va ser enllestit fins al 1953.

## Símbols
L'escut de Cornellà: «Escut caironat: d'or, 4 pals de gules; ressaltant sobre el tot un corn de caça d'atzur cordonat de sable. Per timbre una corona mural de ciutat.» va ser aprovat el 12 de juliol del 1988. Un dels altres símbols culturals de la ciutat és la celebració del Festival Internacional de Pallassos.

## Barris
La ciutat de Cornellà de Llobregat es divideix oficialment en set barris: els que es troben al sud de la línia de ferrocarril de Rodalies Renfe (Centre, Riera, Almeda i Fontsanta-Fatjó), i els que es troben al nord (el Pedró, la Gavarra i Sant Ildefons). El 2018 tenien les següents xifres d'habitants:
- Almeda - 6.321 habitants
- Centre - 15.403 habitants
- Fontsanta-Fatjó - 6.254 habitants
- La Gavarra - 22.204 habitants
- El Pedró - 7.427 habitants
- Riera - 5.897 habitants
- Sant Ildefons - 25.463 habitants

A la banda sud hi ha, en primer terme el Barri Centre que és on es troba el nucli antic i gran part de les institucions de Cornellà, entre les quals destaquen l'Ajuntament, el Castell de Cornellà, l'església de Santa Maria i l'antic Cinema Titan, entre d'altres. Més al sud encara, a tocar del riu, hi ha el barri de Riera, que se situa al sud del passeig dels Ferrocarrils Catalans, i tot construït per sobre de la zona deltaica del Delta del Llobregat. Al sud d'aquest barri s'han construït recentment nous equipaments esportius, com el nou Estadi Municipal de Cornellà, el Parc Esportiu Llobregat i l'estadi del Reial Club Deportiu Espanyol de Barcelona, així com el centre comercial Splau! A l'est del barri Centre se situa el barri d'Almeda que és la zona de negocis i industrial de Cornellà, ja que hi ha el WTC Almeda Park, la Fira de Cornellà, el Corte Inglés i moltes més empreses i indústries. A més el barri és un dels que ha crescut més els últims anys i en aquest es troba el Parc de Can Mercader. A l'oest del barri Centre hi ha el barri Fontsanta-Fatjó que està format per dos barris, el de Fatjó i el de la Fontsanta, aquests dos es troben separats pel Parc de la Infanta. A prop de Fontsanta es troba el Citilab, a l'antiga fàbrica de Can Suris, que és un centre de noves tecnologies obert al públic.

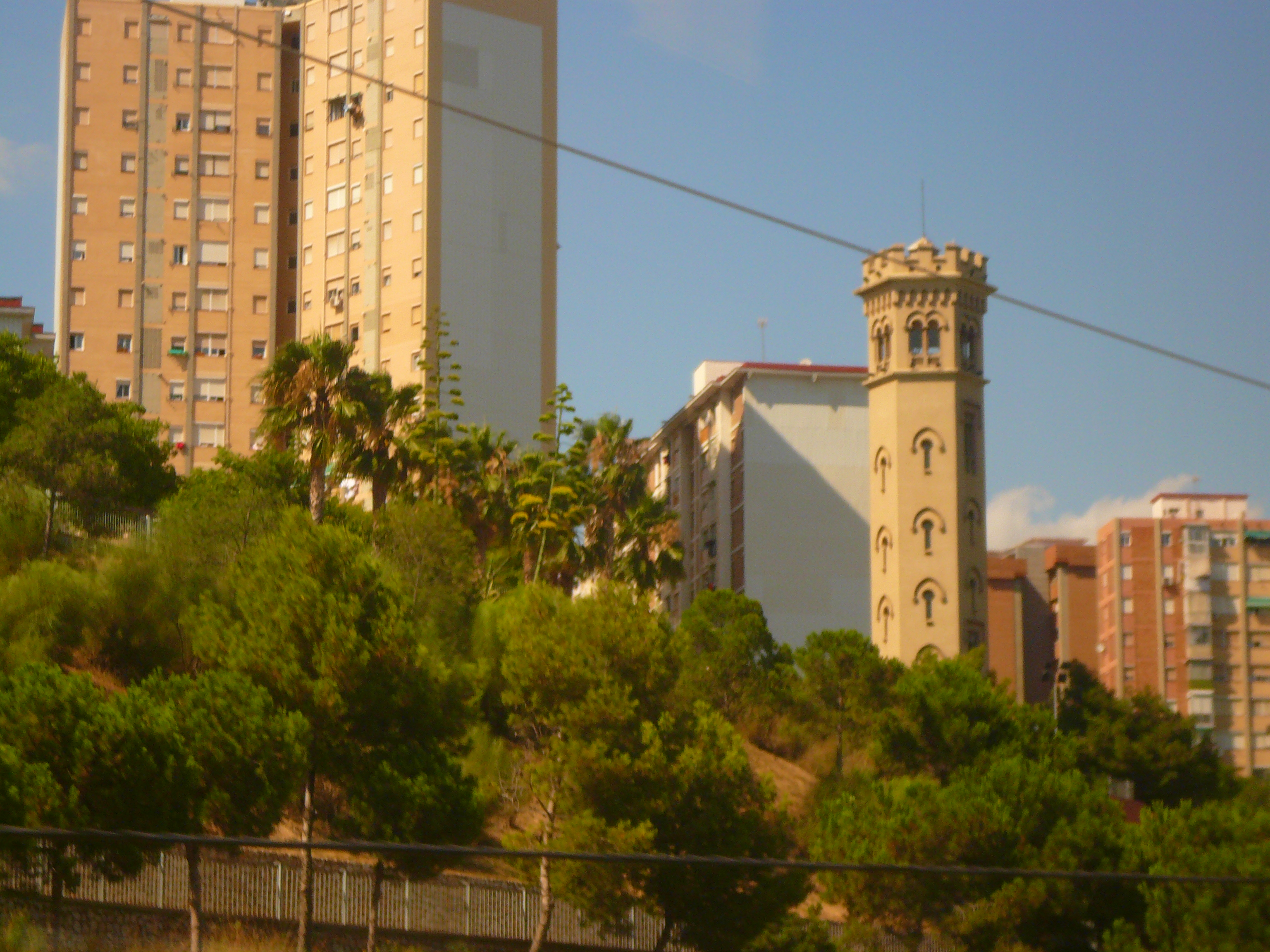
El barri de Sant Ildefons, amb la torre de la Miranda, del

A la banda nord, en primer terme hi ha el barri de la Gavarra, que és el barri central de la part nord. Hi ha la Biblioteca Central, els metges especialistes a l'ABS Cornellà de Llobregat i el Mercat Marsans. A l'est hi limita amb el barri de Sant Ildefons, creat durant el decenni del 1960 per causa de l'esclat de la immigració del sud d'Espanya i de l'especulació immobiliària del franquisme. En aquest barri s'hi situen el Mercat de Sant Ildefons i l'EAP de Sant Ildefons, entre d'altres serveis. A partir de l'any 2013 el barri compta amb una biblioteca, que porta el nom del barri. Per acabar, a l'oest de la Gavarra, limítrof amb Sant Joan Despí, el barri del Pedró acull espais minvants de polígons industrials i el Cementiri Municipal, així com Can Bagaria.

## Administració
Les primeres eleccions municipals després del franquisme, el 1979, van ser guanyades pel PSUC, que va obtenir majoria absoluta i va dirigir l'Ajuntament durant els sis anys següents amb Frederic Prieto al capdavant. Des de llavors, ha estat governat pel PSC, primer amb José Montilla i des del 2004 amb Antonio Balmón.

La majoria absoluta que el PSC havia ostentat durant set mandats consecutius, però, la va perdre arran de les eleccions municipals del 24 de maig del 2014, tot i no impedir-li això governar amb comoditat. D'aquestes eleccions, destaca l'entrada de Cornellà en Comú-Crida per Cornellà i de Ciutadans, amb 5 i 3 regidors, respectivament, així com la tornada d'ERC al consistori. ICV-EUiA i el PP, per la seva banda, baixaren de la segona i la tercera posició que havien tingut des de 20 anys enrere fins a la cinquena i la sisena amb la pèrdua de 2 i 3 regidors, respectivament. CiU, que havia tingut representació ininterrompudament des del 1979, la perdé en no arribar al llindar del 5% necessari per accedir al ple.
| Candidatura | Candidatura  | Cap de llista            | Vots   | Regidors | % vots |
| ----------- | ------------ | ------------------------ | ------ | -------- | ------ |
|             | PSC-CP       | Antonio Balmón Arévalo   | 14.037 | 13       | 43.40% |
|             | ERC-AM       | Raquel Albiol i Gilabert | 4.144  | 4        | 12,81% |
|             | CECP-C       | Claudio Carmona Vargas   | 3.253  | 3        | 10,06% |
|             | PP           | Manuel Casado Ruiz       | 3.109  | 3        | 9,61%  |
|             | Vox          | Iván Cánovas Casanova    | 2.175  | 3        | 8,40%  |
|             | Vot en blanc |                          | 452    |          | 1,40%  |
|             | Vot nul      |                          | 375    |          | 1,14%  |
|             | Abstenció    |                          | 30.485 |          | 48,17% |
| Total       | Total        |                          |        | 25       |        |

| Període      | Nom de l'alcalde/-essa                             | Partit polític   | Data de possessió |
| ------------ | -------------------------------------------------- | ---------------- | ----------------- |
| 1979 - 1983  | Frederic Prieto i Caballé                          | Logotip del PSUC | 19/04/1979        |
| 1983 - 1987  | Frederic Prieto i Caballé José Montilla i Aguilera | /                | 28/05/1983        |
| 1987 - 1991  | José Montilla i Aguilera                           | Logotip del PSC  | 30/06/1987        |
| 1991 - 1995  | José Montilla i Aguilera                           | Logotip del PSC  | 15/06/1991        |
| 1995 - 1999  | José Montilla i Aguilera                           | Logotip del PSC  | 17/06/1995        |
| 1999 - 2003  | José Montilla i Aguilera                           | Logotip del PSC  | 03/07/1999        |
| 2003 - 2007  | José Montilla i Aguilera Antonio Balmón Arévalo    | Logotip del PSC  | 14/06/2003        |
| 2007 - 2011  | Antonio Balmón Arévalo                             | Logotip del PSC  | 16/06/2007        |
| 2011 - 2015  | Antonio Balmón Arévalo                             | Logotip del PSC  | 11/06/2011        |
| 2015 - 2019  | Antonio Balmón Arévalo                             | Logotip del PSC  | 13/06/2015        |
| 2019 - 2023  | Antonio Balmón Arévalo                             | Logotip del PSC  | 15/06/2019        |
| Des del 2023 | Antonio Balmón Arévalo                             | Logotip del PSC  | 17/06/2023        |

Cornellà nomena Emili Guerrero nou síndic de greuges

## Comunicacions

### Per carretera
Cornellà està molt ben comunicada per carretera amb Barcelona, el sud i l'est de Catalunya, ja que aquesta es troba limitada per la C-32 que la connecta amb Barcelona per una banda i Castelldefels, Vilanova i la Geltrú i Tarragona per l'altra. També es troba limitada per l'A-2 que també la comunica amb Barcelona per una banda i per l'altra la connecta amb el centre i el nord del Baix Llobregat, Igualada i Lleida. A més les connexions d'aquestes dues autopistes amb d'altres permet una connexió ràpida entre Cornellà i molts més punts de Catalunya.
També té una ràpida connexió amb l'Aeroport de Barcelona.

### Per ferrocarril

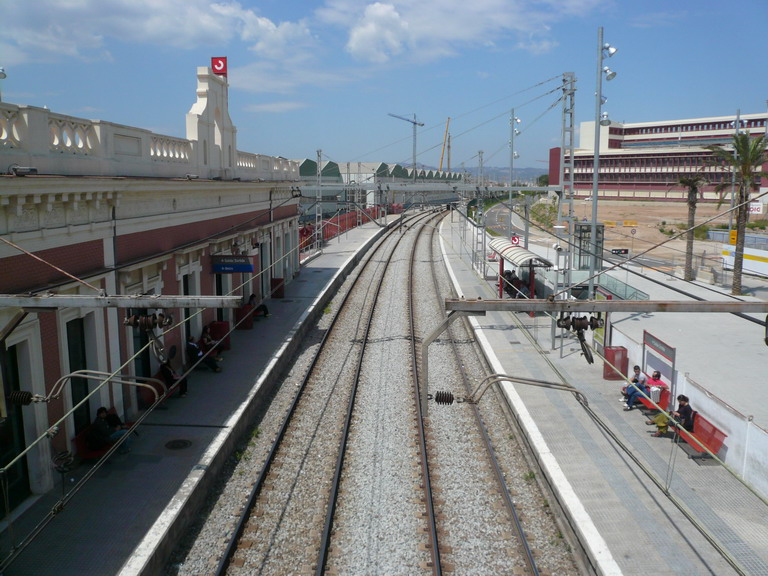
Estació de rodalies de Cornellà. Les naus del fons a mà esquerra pertanyen als tallers de manteniment de RENFE

En qüestió de transport ferroviari el municipi compta amb:
- Tres estacions de la L5 del Metro de Barcelona de Transports Metropolitans de Barcelona (TMB): Cornellà Centre, Gavarra i Sant Ildefons.
- Dues estacions de les línies L8, S33, S4, S8, R5 i R6 de la línia Llobregat-Anoia dels Ferrocarrils de la Generalitat de Catalunya (FGC): Cornellà-Riera i Almeda.
- Una estació de l'Adif: Cornellà (línies R1 i R4 de rodalies de Renfe Operadora). Fa uns anys hi havia hagut un baixador a Sant Ildefons, a la mateixa línia.
- Cinc estacions de les línies T1 i T2 del Trambaix (TRAM): Fontsanta-Fatjó, Les Aigües, Cornellà Centre, Ignasi Iglésias i El Pedró.

### Per autobús
Per la població circulen diferents línies de bus que la comuniquen amb diferents parts de Barcelona i diferents municipis del Baix Llobregat, entre les que tenim:
- 14 línies diürnes:
  - 57 Barcelona (Ernest Lluch) – Cornellà (Est. Autobusos)
  - 67 Barcelona (Plaça Catalunya) – Cornellà (Est. Autobusos) (via Sant Ildefons i Avinguda Diagonal)
  - 68 Barcelona (Plaça Catalunya) – Cornellà (Est. Autobusos) (via Pedralbes i Via Augusta)
  - 94 Circular Cornellà 1 (Bus urbà de Cornellà)
  - 95 Circular Cornellà 2 (Bus urbà de Cornellà)
  - L10 El Prat (Sant Cosme) – Sant Just (Plaça Parador)
  - L12: Barcelona (Plaça Reina Maria Cristina) - Cornella (Almeda, Avinguda Pablo Picasso)
  - L46 Cornellà (Ambulatori) – Sant Just (Plaça Parador) (Bus urbà de Sant Joan Despí)
  - L52 L'Hospitalet (Ciutat de la Justícia / Santa Eulàlia) – Sant Feliu (Plaça Pere Dot)
  - L74 Cornellà (Sant Ildefons) – Sant Boi (Plaça Assemblea de Catalunya)
  - L75 Cornellà (Sant Ildefons) – Sant Boi (Plaça Assemblea de Catalunya)
  - L77 Sant Joan Despí (Centre) – Aeroport
  - L82 L'Hospitalet (Ciutat de la Justícia / Santa Eulàlia) – Gavà (Avinguda l'Eramprunyà) (Per Almeda)
  - L85 L'Hospitalet (Ciutat de la Justícia / Santa Eulàlia) – Gavà (Avinguda l'Eramprunyá) (Per Sant Ildefons)
- 3 línies nocturnes:
  - N13 Barcelona (Plaça Catalunya) – Sant Boi (Ciutat Cooperativa)
  - N14 Barcelona (Plaça Catalunya) – Castelldefels (Centre)
  - N15 Barcelona (Plaça Portal de la Pau - Plaça Catalunya) – Sant Joan Despí (Torreblanca)

## Clima
El clima és típicament mediterrani amb una mitjana anual d'uns 7 a 9 °C a l'hivern i uns 28 a 30 °C a l'estiu. Als mesos de juliol i agost correspon el període de mínims de pluja i màxims de temperatura. Els màxims quant a precipitacions es registren en general a la tardor.

## Demografia[18]
| 1497 f | 1515 f | 1553 f | 1717 | 1787 | 1857  | 1877  | 1887  | 1900  | 1910  |
| ------ | ------ | ------ | ---- | ---- | ----- | ----- | ----- | ----- | ----- |
| 35     | 32     | 22     | 189  | 695  | 1.510 | 1.607 | 1.867 | 2.197 | 2.496 |

| 1920  | 1930  | 1940  | 1950   | 1960   | 1970   | 1981   | 1990   | 1992   | 1994   |
| ----- | ----- | ----- | ------ | ------ | ------ | ------ | ------ | ------ | ------ |
| 3.732 | 7.031 | 8.214 | 11.473 | 24.714 | 77.314 | 90.956 | 86.287 | 84.692 | 84.692 |

| 1996   | 1998   | 2000   | 2002   | 2004   | 2006   | 2008   | 2010   | 2012   | 2014   |
| ------ | ------ | ------ | ------ | ------ | ------ | ------ | ------ | ------ | ------ |
| 82.490 | 80.329 | 80.998 | 81.881 | 83.327 | 84.289 | 85.180 | 87.240 | 87.458 | 86.234 |

| 2016   | 2018   | 2020   | 2022   | 2024   | 2026 | 2028 | 2030 | 2032 | 2034 |
| ------ | ------ | ------ | ------ | ------ | ---- | ---- | ---- | ---- | ---- |
| 86.072 | 87.173 | 89.936 | 89.039 | 91.589 | -    | -    | -    | -    | -    |

## Instituts públics
- IES Francesc Macià
- IES Joan Miró
- IES Miquel Martí i Pol
- IES Esteve Terradas i Illa
- IES Maria Aurèlia Capmany

## Esports

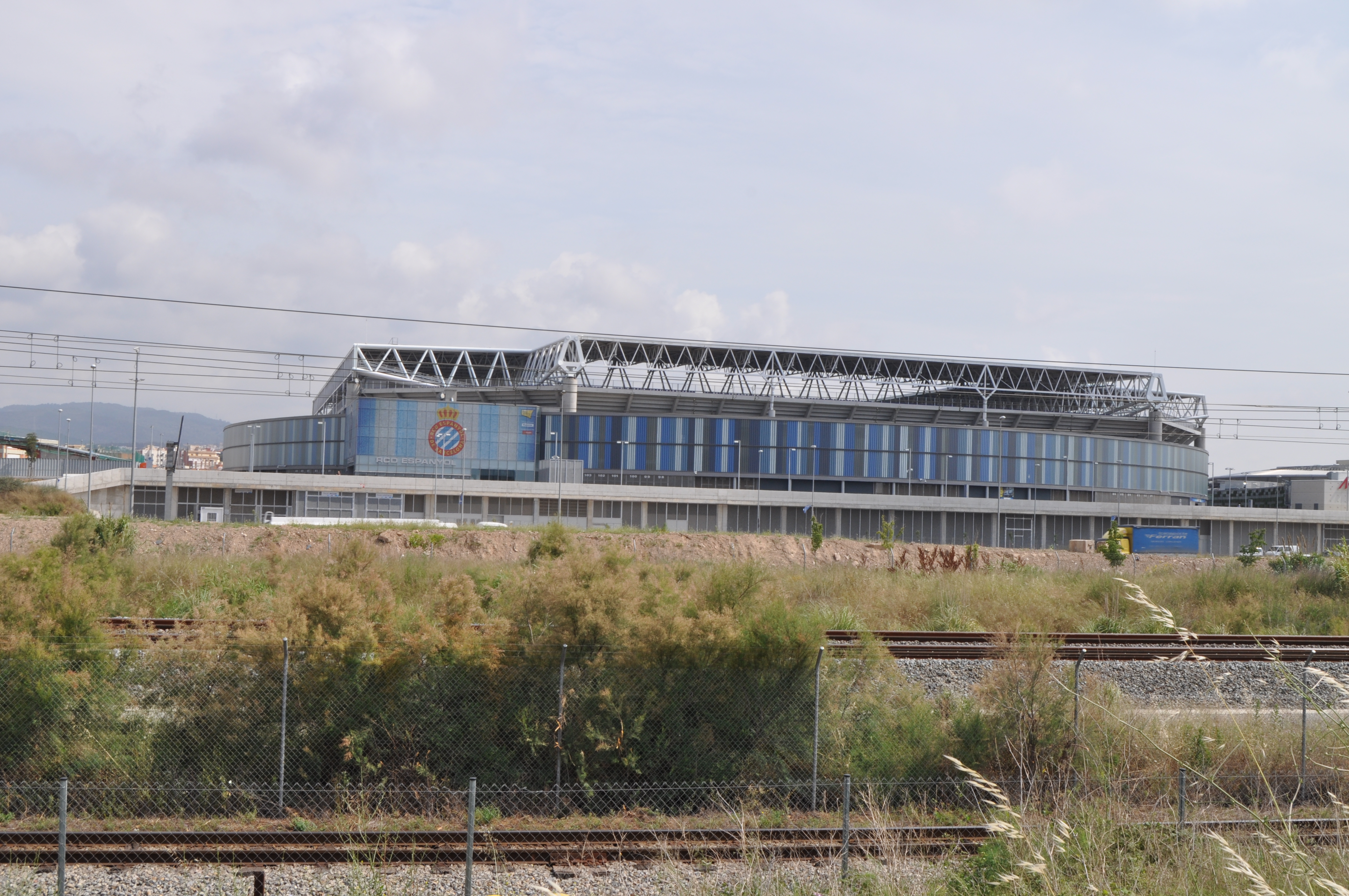
Estadi Cornellà - el Prat.

- Cornellà Atlètic El club d'atletisme més important de la ciutat.
- Club Bàsquet Cornellà que juga a la lliga LEB or.
- Rugby Club Cornellà fundat l'any 1931.
- UE Cornellà de Futbol
- Guardians CF

## Entitats culturals
- Agrupació sardanista de Cornellà[19]
- Club d’Amics del Ferrocarril-Cornellà[20]
- Castellers de Cornellà fundats l'any 1991. Tenen amb el 4 de 8 el castell més important
- Centre de normalització lingüística[21]
- Centre Infantil i Juvenil Mowgli[22]
- Coral Àuria[23]
- Els Diables de Cornellà[24] fundats l'any 1984.
- Grup Vocal Zetzània
- Foment de cultura popular[25]
- Identitat[26]
- L'Avenç[27]
- Orfeó Catalonia[28]
- Patronat Cultural i recreatiu[29]
- Societat coral "La Unió"[30]
- Trabucaires de Cornellà[31]
- Xarxa de Biblioteques de Cornellà[32]

Anualment diverses entitats de cultura popular organitzen la Jordiada.

## Centres comercials i mercats
A Cornellà trobem tres mercats i quatre centres comercials.

## Cornellanencs destacats
- Reyes Estévez
- Jaume Vilà i Mèlich Javimel, compositor de sardanes
- Estopa
- Jordi Évole
- Tony Aguilar
- José Montilla
- Joan Tardà
- Ramon Muntaner i Torruella
- La Banda Trapera del Río
- Daniel Solsona